# Павел Бадеа
Павел Бадеа (10. јун 1967) бивши је румунски фудбалер.

## Репрезентација
За репрезентацију Румуније дебитовао је 1990. године. За национални тим одиграо је 9 утакмица и постигао 2 гола.

## Статистика
| Румунија | Румунија | Румунија |
| Год.     | Ута.     | Гол.     |
| -------- | -------- | -------- |
| 1990     | 3        | 1        |
| 1991     | 4        | 0        |
| 1992     | 2        | 1        |
| Укупно   | 9        | 2        |